# Basilique de Junius Bassus
La basilique de Junius Bassus (en latin : Basilica Junii Bassi) est une basilique civile de Rome, édifiée par Junius Bassus, consul en 331. Il en reste aujourd'hui un riche décor en opus sectile. 

## Localisation
Elle est située sur l'Esquilin, précisément sur le mont Cispius. Le lieu, à l'est de la basilique Sainte-Marie-Majeure, via Napoleone III, n° 3, est actuellement occupé par le Seminario pontificio di studi orientali.

## Histoire
La basilique est construite au cours du IVe siècle. L'édifice civil est transformé, au milieu du Ve siècle, sous le pape Simplice (468-483), en une église chrétienne du nom de Sant'Andrea Cantabarbara.
Des vestiges de la basilique sont mis au jour par les fouilles des années 1930, en même temps que des éléments d'une maison antérieure, d'époque augustéenne. 

## Description
Il s'agit d'un édifice à abside, pourvu d'un atrium dont les côtés incurvés sont entièrement couverts de scènes décoratives en opus sectile, sorte de mosaïques en panneaux de marbres et pierres de différentes couleurs, soigneusement découpés. 

### Décor enopus sectile
Les éléments du décor en opus sectile sont exposés au musée des Conservateurs et au palais Massimo alle Terme.
Un premier panneau représente une table ronde en perspective aplanie, vue de dessus. Le plateau circulaire montre une scène mythologique, avec Hylas enlevé par les nymphes. Le plateau est curieusement bordé d'un napperon orné de broderies d'inspiration égyptienne, nommé velum alexandrinum (littéralement, « voile alexandrin ») par les commentateurs.

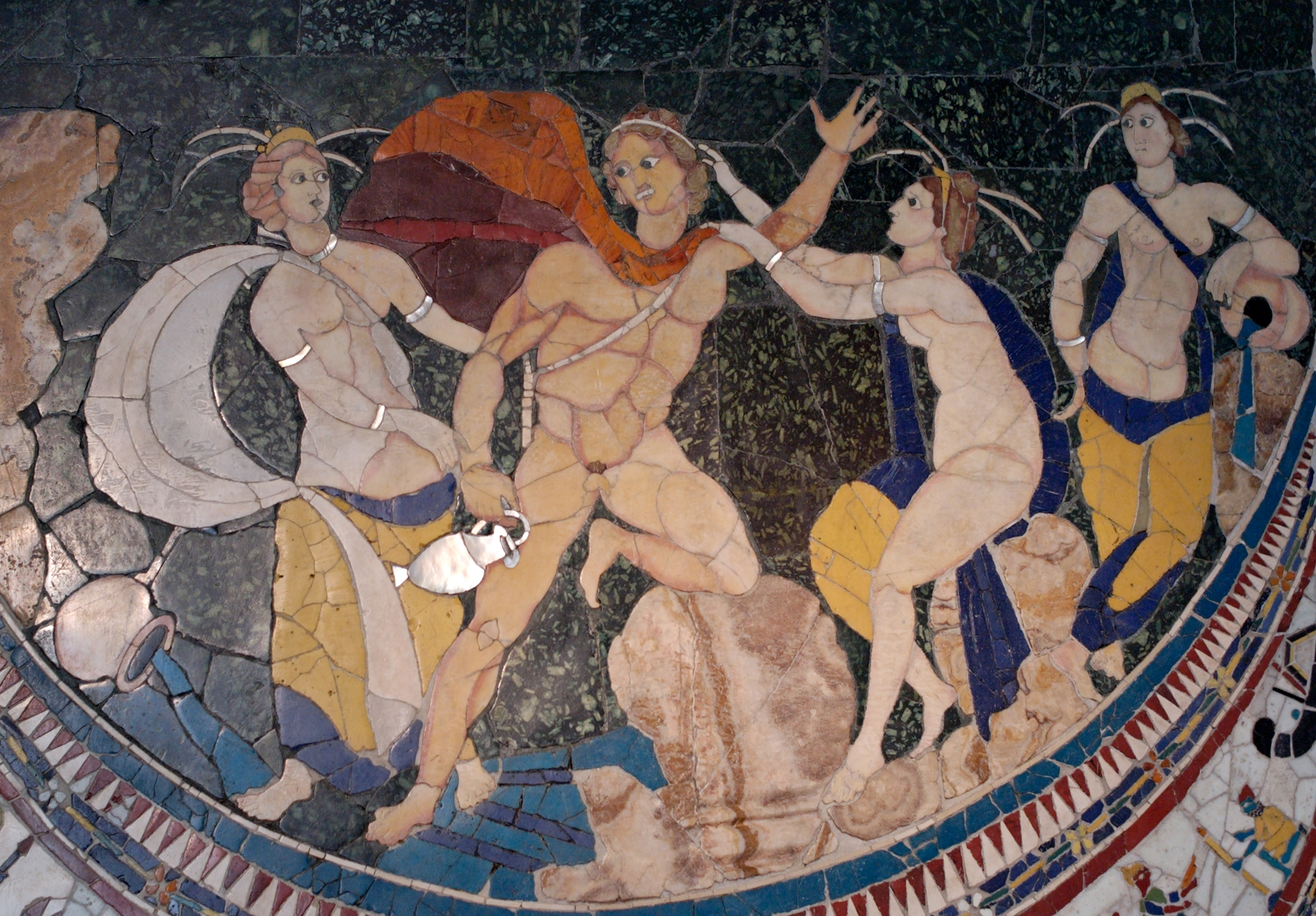
Rapt d'Hylas par les Nymphes (détail)
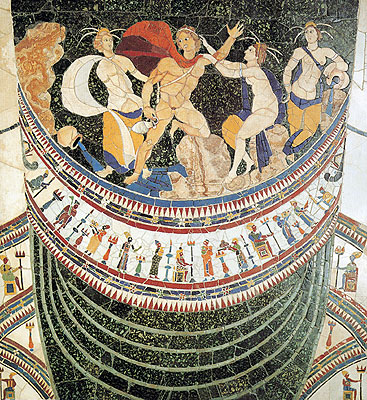
Rapt d'Hylas par les Nymphes et velum alexandrinum
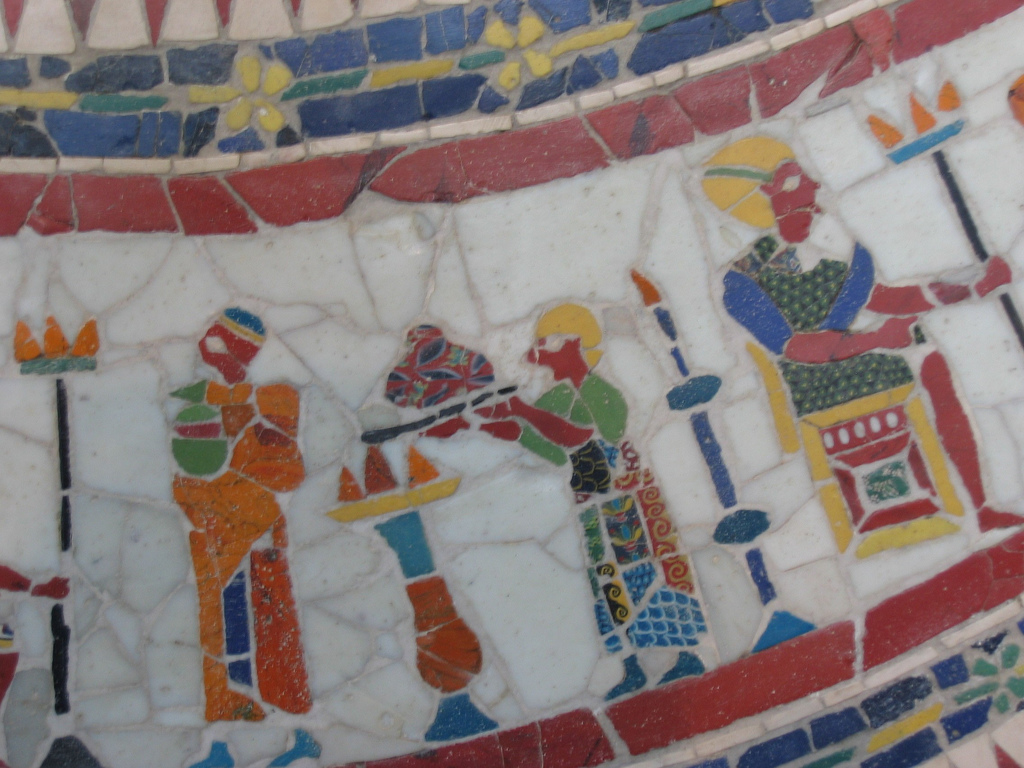
Détail du velum alexandrinum, d'inspiration égyptienne

Les autres panneaux montrent le processus consularis , procession d'entrée en fonction consulaire, de Junius Bassus, ainsi que des scènes figurant des animaux symétriquement disposés.

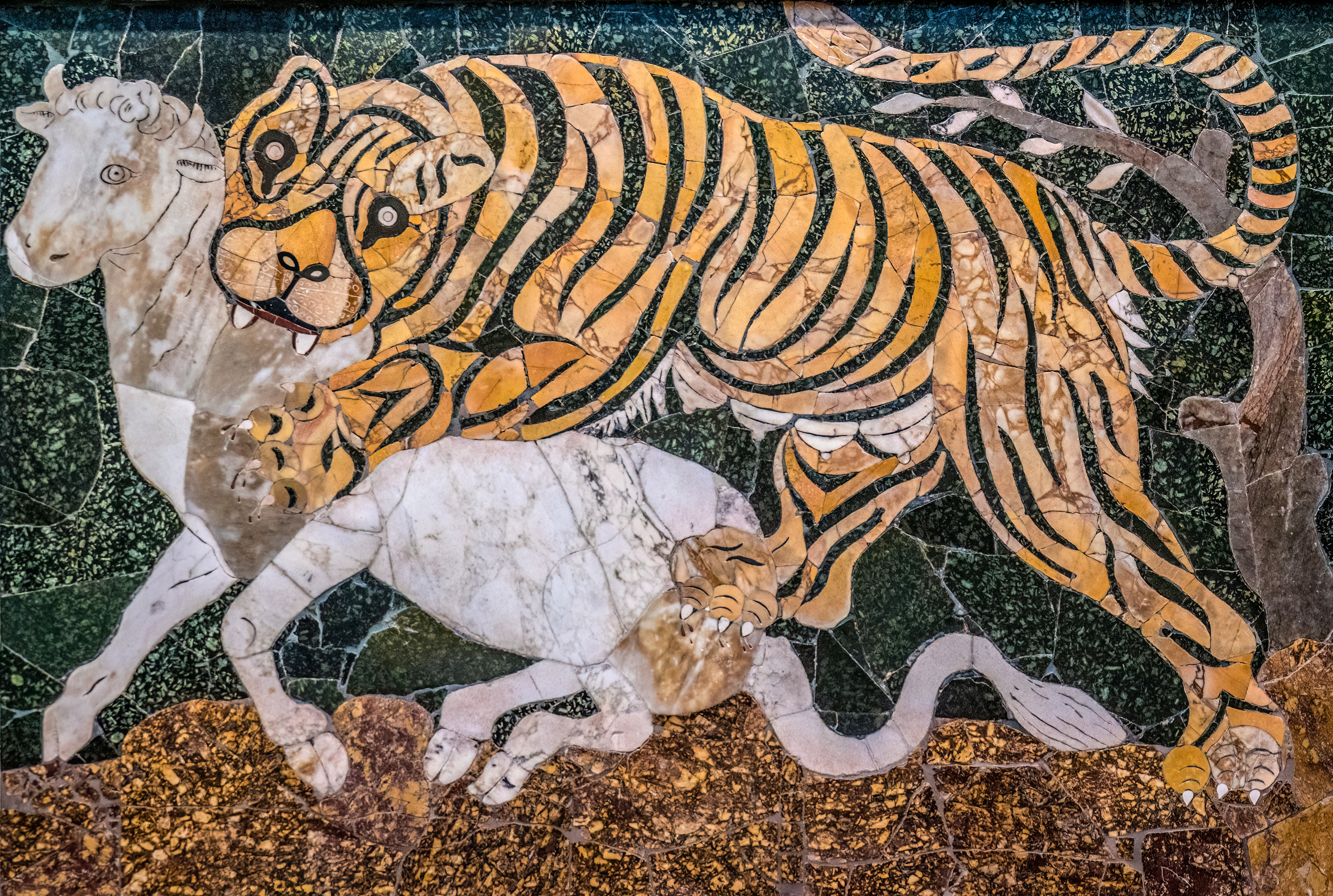
Panneau avec un tigre et un veau
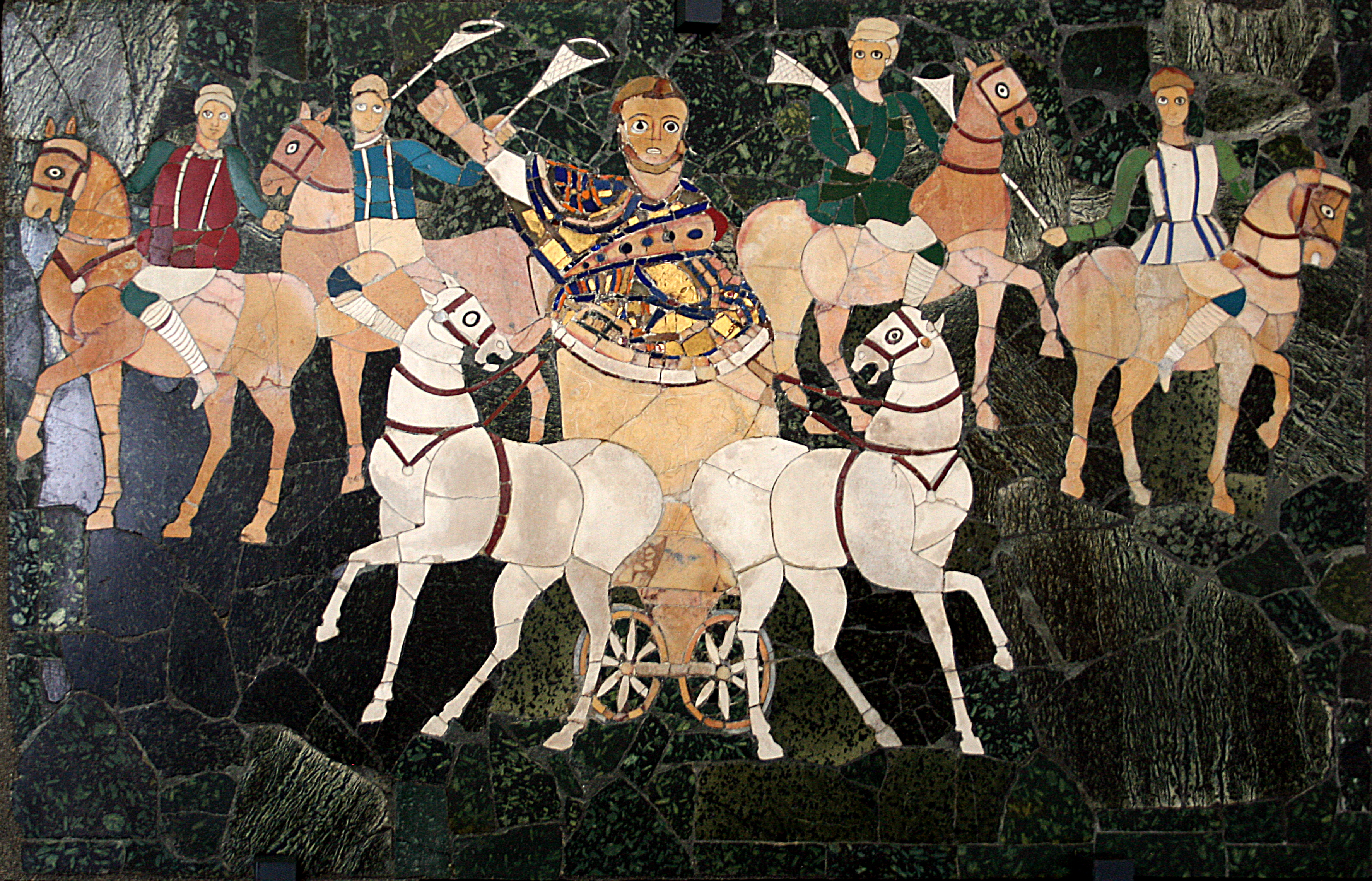
Scène du processus consularis
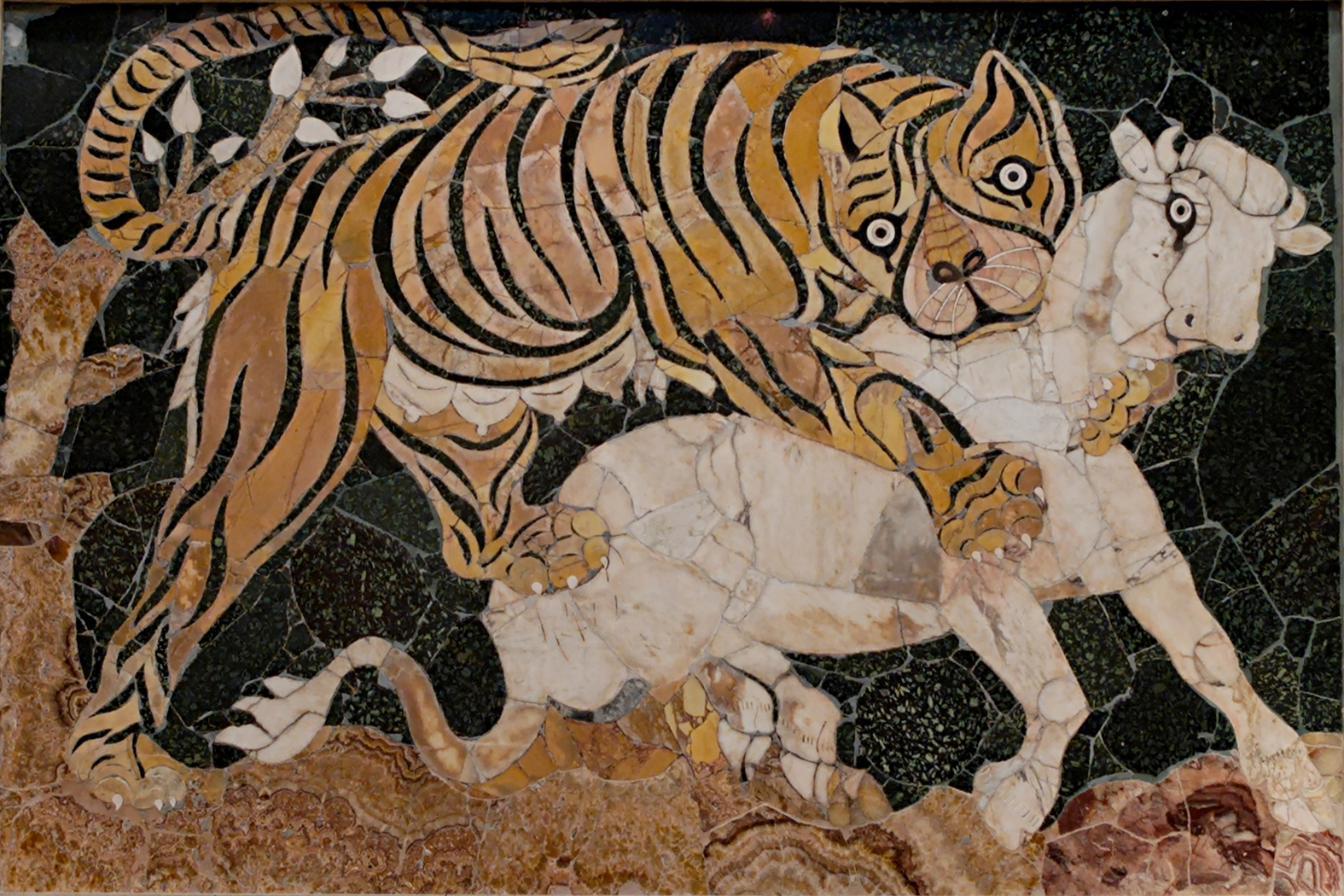
Panneau avec un tigre et un veau